# Slowakische Badmintonmeisterschaft 2022
Die Slowakische Badmintonmeisterschaft 2022 war die 28. Auflage der Titelkämpfe im Badminton in der Slowakei. Sie fand vom 25. bis zum 27. März 2022 in der Hala M-Šport in Trenčín statt.

## Medaillengewinner
| Disziplin    | Gold                             | Silber                             | Bronze                             |
| ------------ | -------------------------------- | ---------------------------------- | ---------------------------------- |
| Herreneinzel | Jarolím Vícen                    | Milan Dratva                       | Jakub Horák                        |
| Herreneinzel | Jarolím Vícen                    | Milan Dratva                       | Juraj Vachálek                     |
| Dameneinzel  | Martina Repiská                  | Katarína Vargová                   | Michaela Telehaničová              |
| Dameneinzel  | Martina Repiská                  | Katarína Vargová                   | Lea Výbochová                      |
| Herrendoppel | Juraj Vachálek Jarolím Vícen     | Andrej Antoška Jakub Horák         | Tomáš Dratva Viliam Turcsányi      |
| Herrendoppel | Juraj Vachálek Jarolím Vícen     | Andrej Antoška Jakub Horák         | Timon Gunda Simeon Suchý           |
| Damendoppel  | Alžbeta Peruňská Lucia Vojteková | Katarína Kašelová Angelika Vargová | Naďa Horváthová Ema Pelachová      |
| Damendoppel  | Alžbeta Peruňská Lucia Vojteková | Katarína Kašelová Angelika Vargová | Natália Slobodová Ester Stašková   |
| Mixed        | Juraj Vachálek Alžbeta Peruňská  | Richard Šmatlák Sofia Slosiariková | Bohumil Kašela Katarína Kašelová   |
| Mixed        | Juraj Vachálek Alžbeta Peruňská  | Richard Šmatlák Sofia Slosiariková | Simeon Suchý Michaela Telehaničová |